# Pontey
Pontey ist eine italienische Gemeinde in der autonomen Region Aostatal.
Pontey hat 778 Einwohner (Stand 31. Dezember 2023) und liegt in einer Höhe von 523 m ü. NN an der rechten Seite der Dora Baltea kurz vor dem Bogen von Saint-Vincent.
Nachbargemeinden sind Chambave, Champdepraz, Châtillon und Saint-Denis.
Während der Zeit des Faschismus trug das Dorf den italianisierten Namen Pontei.

## Einzelnachweise

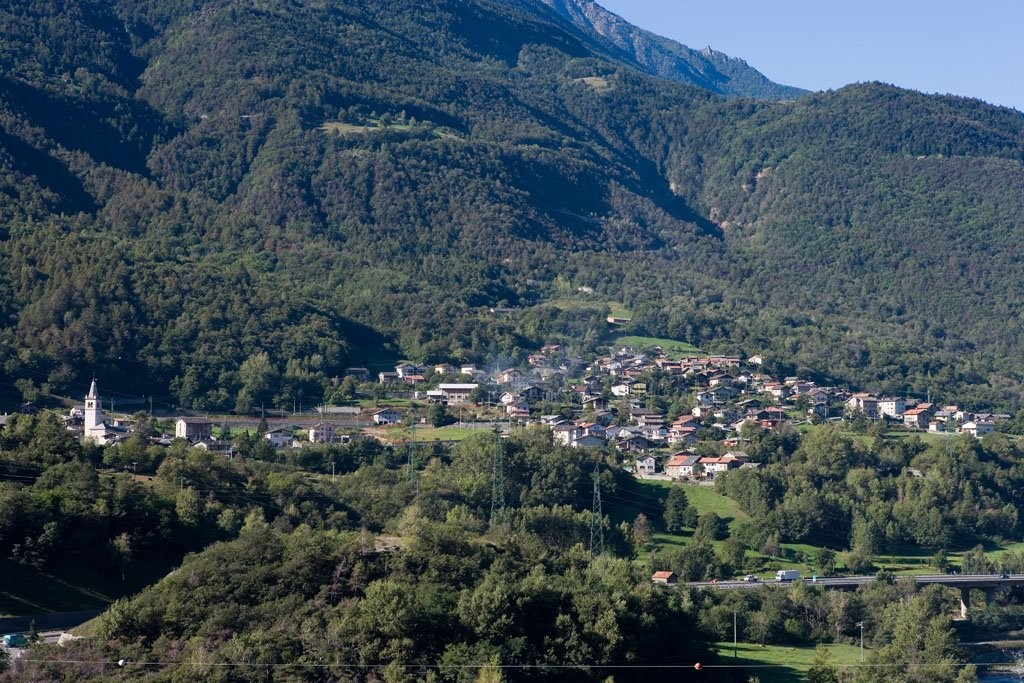
Pontey im Aostatal